# Krøyers Plads
Krøyers Plads er et blandet område i det københavnske kvarter Christianshavn. Det ligger ud til Inderhavnen mellem Wilders Plads mod syd og Grønlandske Handels Plads mod nord og med Nyhavn overfor. Den nuværende bygninger stod færdige i 2016 og er inspirerede af de historiske pakhuse, der præger havnen.
Strandgade 100 og Krøyers Plads hører til Grønlandske Handels Plads/Nordatlantens Brygge.

## Historie
Krøyers Plads er en del af et område, der blev opfyldt af Andreas Bjørn til brug for et skibsværft i årene efter 1735. Den nordlige del af området blev i 1747 overtaget af Det almindelige Handelskompagni, der fra 1750 varetog handelen på Grønland, hvilket førte til navnet Grønlandske Handels Plads. Kompagniet gik i likvidation i 1774, hvorefter Den Kongelige Grønlandske Handel kom ind under staten. Den sydlige del af området blev i 1802 overtaget af kaptajn og købmand Hans Krøyer, der opførte Krøyers Pakhus i 1806, som efterfølgende lagde navn til pladsen.
Krøyers Plads blev overtaget af Den Kongelige Grønlandske Handel i 1938. Området omkring Grønlandske Handels Plads fungerede i mange år som knudepunkt for trafikken til blandt andet Grønland, men i 1970'erne blev den flyttet til Aalborg. Det efterladte område blev overført til det nye statslige ejendomsselskab Freja Ejendomme i 1998. I juli 2001 blev det omdannet til en populær strandcafé ved navn Luftkastellet ved hjælp af 17 t sand fra Råbjerg Mile. Senere har DR1's program Aftenshowet sendt fra området i en periode.
I februar 2003 blev der udskrevet en arkitektkonkurrence for området, der blev vundet af Erick van Egeraat. I april 2004 overtog NCC Krøyers Plads med henblik på at omsætte Egeraats plan i praksis. Planerne, der omfattede højhuse på op til 55 m, stødte dog på omfattende protester fra naboer og interesseorganisationer. I marts 2005 blev lokalplanen afvist af Københavns Borgerrepræsentation. Efterfølgende blev der så lavet en ny plan for området af Bjarke Ingels Group, Henning Larsen Architects og Kim Utzon Architects. I august 2005 solgte NCC projektet til Carlyle Group. Den nye plan for området blev præsenteret i maj 2006 men blev atter afvist på rådhuset og siden sat på hold som følge af Finanskrisen. I 2010 overtog NCC atter området, hvorefter en ny plan blev lavet af Vilhelm Lauritzen Arkitekter, Cobe og GHB Landskabsarkitekter. Den blev godkendt i 2011, og i efteråret 2012 gik byggeriet så omsider i gang. Den sidste del stod færdig i 2016.
I 2015 blev Krøyers Plads tildelt en international MIPIM Award for 'Bedste boligbyggeri'.